# Helveticosauridae
Helveticosauridae es una familia extinta de reptiles marinos basales que vivieron durante el Triásico Medio (límite del Anisiense-Ladiniense) en el sur de Suiza y el norte de Italia.
La especie tipo de la familia es Helveticosaurus zollingeri, nombrada por Bernhard Peyer en 1955 basándose en un único ejemplar casi completo, T 4352, recolectado en Cava Tre Fontane en estratos del límite de las épocas del Anisiense-Ladiniense del Monte San Giorgio, en Suiza. Peyer (1955) consideró que la especie era un miembro muy peculiar del orden Placodontia, y por lo tanto denominó la familia Helveticosauridae así como la superfamilia Helveticosauroidea para incluirlo dentro de Placodontia.
Nosotti y Rieppel (2003) describieron a Eusaurosphargis de estratos equivalentes de la Cava di Besano de la Formación Besano (también del Anisiense-Ladiniense) de Italia. Su análisis filogenético encontró que era el taxón hermano de Helveticosaurus, y por lo tanto fue asignado a Helveticosauridae. Basándose en la descripción disponible en la literatura científica de Saurosphargis (cuyo ejemplar holotipo se perdió), ellos consideraron que este también sería un miembro del clado Helveticosauridae. La anatomía de Saurosphargis finalmente fue aclarada gracias a las comparaciones con los bien preservados especímenes de Sinosaurosphargis, y como resultado Saurosphargis ya no sigue siendo considerado como un nombre dudoso, y por tanto pudo ser incluido en un análisis filogenético. Li et al. (2011) encontraron que Saurosphargis y Sinosaurosphargis forman un clado separado del de Eusaurosphargis y Helveticosaurus, de modo que Saurosphargis fue removido de Helveticosauridae y situado en su propia familia, Saurosphargidae junto con Sinosaurosphargis.